# Haplophyllum monadelphum
Haplophyllum monadelphum är en vinruteväxtart som beskrevs av Aphanassiev. Haplophyllum monadelphum ingår i släktet Haplophyllum och familjen vinruteväxter. Inga underarter finns listade i Catalogue of Life.